# ジョン・マイヤー (生理学者)
ジョン・マイヤー(フランス語: Jean Mayer, 1920年4月19日 - 1993年1月1日)は、アメリカ合衆国の栄養学者、生理学者、第10代目タフツ大学学長。フランス・パリ生まれ。
飢餓における生理学的な基盤と必須栄養素の代謝に関する研究で知られており、飢餓に関して国際的な水準での政策形成に携わった。ハーヴァード公衆衛生大学院The Harvard School of Public Health)にて教授を務め、肥満における視床下部の制御とさまざまな代謝異常についての画期的な研究を行った研究班を率いていた。1968年から1969年にかけて、世界保健機関やユニセフの顧問を務めたのち、第1回ホワイトハウス食品・栄養・健康会議の主席議長に任命された。ハーヴァード大学ではダッドリー・ハウス(Dudley House)の寮長を経て、1976年にタフツ大学(Tufts University)の学長に就任し、同大学に対する評価を前例の無いほどに高めた。

## 生い立ちと教育
1920年、名高い存在であった科学者の家庭に生まれた。父親のオンドリー・マイヤー(André Mayer)は、フランスの特別高等研究機関、コレージュ・ド・フランス(Collège de France)の著名な生理学者であり、博士課程の女子学生として研究室に入ってきた女性と出会い、のちに彼女と結婚した。ジョンの姉妹、ジュヌヴィエーヴ・マッスィ(Geneviéve Massé)は、のちにフランス国立高等公衆衛生大学の生物統計学の教授となった。
学生時代のマイヤーは、父親の研究室で働きながら、数学（微分積分、解析幾何学、級数と関数、理論物理学）の分野の研究に活力を注いだ。研究者となったのち、飢餓と栄養における生理学の研究に数理様式を多用することになる。19歳のとき、フランス国内で20人しかいなかった理系の学生の1人として、フランス高等師範学校(École Normale Superieure)に入学した。第二次世界大戦が勃発したときのマイヤーは、哲学の学士号(Summa Cum Laude）、数学の学士号（Magna Cum Laude）、物理学と化学の修士号を取得していた。

## 第二次世界大戦
1939年9月、フランスがドイツに宣戦布告すると、マイヤーは高等師範学校砲兵訓練部隊に入隊した。1940年、マイヤーは、ダンケルクからの撤退作戦(The Dunkirk Evacuation)の際に、海岸にいたイギリス海外派遣軍(The British Expeditionary Force)を守るための護衛部隊の一員として、英仏海峡を渡るイギリス軍が退却するまでの時間を稼いだ。この撤退作戦の際、マイヤーはドイツ軍の捕虜となるが、衛兵の1人を射殺して辛くも脱出に成功し、南フランスへと向かった。ヴィシー政権(Régime de Vichy)下で要職に就いていた自由フランス(La France libre)の支持者から、アルジェリア、モロッコ、マルティニーク、グアダルーペへの逃亡を可能にするパスポートと書類を密かに手渡された。マイヤーは最終的にアメリカへ向かうことになる。戦争が始まる直前、父のオンドリーがハーヴァード大学でのローウェル講義に招かれており、家族を連れてマサチューセッツ州ケンブリッジにいた。マイヤーが家族に会いに向かった際、のちに妻となる女性、エリザベス・ファン・ハウセン(Elizabeth Van Huysen)と出会っている。
1941年末、シャルル・ド・ゴール(Charles de Gaulle)がフランス亡命政府として自由フランスを結成した。マイヤーは自由フランス軍に再入隊し、最初は砲術将校として北大西洋における護衛艦の任務に就いていた。ある護衛艦が、天候に加えてUボートからの攻撃で、カナダのノヴァ・スコシア州ハリファックス(Halifax, Nova Scotia)の港に押し戻されたとき、エリザベス・ファン・ハウセンがマサチューセッツ州ボストンからハリファックスへとやってきて、マイヤーの前に現れた。2人は結婚した。新婚夫婦が24時間足らずの蜜月の時間を過ごしたのち、護衛艦は再び出港した。マイヤーがアメリカに戻るのは、1945年になってからのことであった。
北アフリカ戦線においては、第二次エル・アラメイン会戦(The Second Battle of El Alamein)の際、イギリス第八軍に随行する形で植民地海兵隊(The Colonial and Marine)の第一自由フランス師団における砲兵部隊の司令官を務め、そこでの勝利に続いてリビアとチュニジアへの長期進駐を果たした。
チュニジアでの軍事行動が完了すると、マイヤーはアルジェリアでの陸軍省の参謀に配属となり、船から地上への攻撃と上陸の訓練を受け、当時、アメリカ第五軍に属していた第一自由フランス師団とともにナポリ南部に上陸した。
マイヤーは、ドイツ軍の捕虜から脱出したことで武功十字勲章(Croix de Guerre)を受勲していた。イタリアでのモンテ・カッスィーノの戦い(The Battle of Monte Cassino)においては、重砲大隊（155mm榴弾砲）の前方監視団として命がけで戦ったことが評価され、さらに勲章を叙勲された。
ノルマンディー上陸作戦(The Normandy landings)の際、南フランスに上陸したマイヤーは、ドイツでの強制労働に駆り出されるには年端も行かぬ少年たちや、第一次世界大戦に従軍した高齢者で構成された自由フランス歩兵連隊を指揮し、コルマール会戦(The Colmar Pocket)においては、精鋭軍人ヘルマン・ヴィルヘルム・グーリン(Hermann Wilhelm Göring)率いるSS師団による攻撃に対抗し、ボージュ(Vosges)沿いの戦線の維持に成功した。
この軍事行動により、マイヤーは武功十字勲章、抗戦勲章、名誉軍団勲章をはじめ、合計14個の勲章を受勲した。

## 科学研究
戦争が終わると、マイヤーは妻を連れてアメリカへと渡った。マイヤーは、ロックフェラー財団(The Rockefeller Foundation)から、大学院で生理化学(Physiological Chemistry)を研究するのに必要な助成金を少額受け取った。マイヤーは、自身の興味がある分野における教授陣、スィロル・ノーマン・ヒュー・ロング(Cyril Norman Hugh Long)、エイブラハム・ホワイト(Abraham White)、ジョン・フルトン(John Fulton)、ドナルド・バロン(Donald Barron)、デズモンド・ボニーキャッスル(Desmond Bonnycastle)が揃うイェール大学への進学を選んだ。第二次世界大戦を戦い、著名な科学者の息子でもあるマイヤーは後輩として教授たちから受け入れられ、大学教授の同好会の一員となった。マイヤーはのちに、医学生が実習を行う際に使用する生化学実験室の管理者を任された話について語っている。
マイヤーには5人の子供が生まれた。1946年に長男が生まれると、マイヤーは「オンドリー」と名付けた。月給1800ドルが彼の家計を支えた。
1948年にイェール大学で生理化学の博士号を、1950年にソルボンヌ大学で生理学の理学博士号を取得した。この年、マイヤーはハーヴァード公衆衛生大学から教授として働かないか、との申し出を受けた。マイヤーは1976年までハーヴァード大学の栄養学部にて、研究室を監督した。
マイヤーは、教え子の大学院生の1人、ノーマン・マーシャル(Norman Marshall)とともに、さまざまな条件下での視床下部のブドウ糖に対する感受性が体の空腹機序を制御していることを発見した。空腹と食べ物の代謝の生理学的な基盤の発見において、これは大きな進歩であった。専門的に言えば、マウスの肥満として知られる金チオ糖(Gold Thioglucose)の金属成分が視床下部腹内側核(The Ventromedial Hypothalamus)を壊滅させることで肥満を惹き起こす、というものであった。その後行われた実験により、金属成分を含む他の物質（金チオリンゴ酸、金チオガラクトース、金チオグリセロ）では同じ効果は発揮されないことが明らかとなり、視床下部のこの部分がブドウ糖との親和性がとくに強く、まず重金属による破壊が起こり、直接的に食欲の調節障害を起こし、肥満につながった、と示唆された。
この基本的な観察は、何年にも亘る研究と実験を経て、マイヤーの最大の貢献である、食べ物の摂取の調節に関する「グルコスタット理論」(Glucostatic Theory)につながった。

## 公益事業
マイヤーは、やや漠然としている栄養学の分野について、「自然科学」あるいは「基礎科学」という用語で表現する研究者としての評判を高め、栄養と飢餓に関する公共政策の役割を担ってもらいたい、という誘いを数多く受けた。ハーヴァード大学在学中のマイヤーは、世界保健機関やユニセフの顧問、「連合国小児栄養対策本部」(The United Nations Task Force on Child Nutrition)の委員長、1968年から1969年にかけて開催された「飢餓・栄養失調国家評議会」(The National Council on Hunger and Malnutrition)の議長（フード・スタンプ制度は、この評議会の調査結果が契機となってできた）、1969年から1970年にかけて開催された第一回ホワイトハウス食品・栄養・健康協議会の議長、数多くの財団や地域活動団体、学会の相談役も務めた。マイヤーはまた、「大衆向けの」衛生と栄養の問題点について、新聞向けの記事を週に二回寄稿し、その記事はアメリカの大手新聞紙100紙に掲載された。
高等教育 -制度方針と大学および大学院での教育水準に対する- への関心が高まりつつあった1973年、マイヤーは、ハーヴァード大学がオックスフォード大学やケンブリッジ大学に対抗する形で建設した、13ある学生寮のうちの1つであるダッドリー・ハウス(Dudley House)の寮長に任命された。それ以前のダッドリーハウスは、ハーヴァード大学に通う学生のための施設であった。1960年代の文化的大変動を受けて、ハーヴァード大学の学部生たちの生活の中心へと拡大していき、学生たちによる協同組合住宅、あるいは地域共同体としての建物「ダッドリー・クープ」(The Dudley Coop)を受け入れるに至った。「アプリー・コート」(Apley Court)やクレイヴリー・ホール(Claverly Hall)は学部生たちの住居となり、1年から2年の寮生活を経て、ケンブリッジ周辺にある大学構内で暮らす学生は相当数いたという。
マイヤーは、ダッドリー・ハウスに暮らす学生たちの大学生活を充実させる取り組みに励んだ人物として記憶されている。「特別研究員社交室」(Senior Common Room, 大学の教員や特別研究員向けの部屋)にいる教員が担当する、ダッドリー・ハウスに住む学生向けの授業について、「ハウス・コース」(House Courses)の発展に主導的な役割を果たした。ダニエル・パトリック・モイナハン(Daniel Patrick Moynihan)、ジョージ・マッガヴァン(George McGovern)といった自身の友人を、ダッドリー・ハウスでのディナーのあとの講演者として招待した。哲学者のネルソン・グッドマン(Nelson Goodman)、社会学者のスィーモア・マーティン・リプセット(Seymour Martin Lipset)、物理学者のロバート・パウンド(Robert Pound)、民族植物学者のリチャード・エヴァンス・シューテス(Richard Evans Schultes)、法学者のロジャー・フィッシャー(Roger Fisher)、のちにマイヤーの後任の寮長となる人物で、位相幾何学者のアーサー・リー・ローブ(Arthur Lee Loeb)といった、ハーヴァード医科大学とハーヴァード公衆衛生大学の教授陣もこの講演に参加させた。彼らはいずれも人文科学を担当する教授たちであり、特別研究社交室に長年在籍していた。ダッドリー・ハウスの寮長を務めていたころのマイヤーは、連続で行われるダッドリー討論会、民族音楽やジャズの演奏会、詩人のアン・セクストゥン(Anne Sexton)、作家のジョン・アップダイク(John Updike)による朗読会、大学構内全体から学生を集めて貴重な映画や古い名作映画を上映する先駆的な映画交友会、ダンスの発表会、少人数による舞台演劇作品も企画し、大学生たちの生活に欠かせない中枢の地に変えた。

## タフツ大学学長
1976年、マイヤーはタフツ大学(Tufts University)の第10代学長に就任した。1976年7月1日に行われた学長就任式の出席者は、のちにマイヤーとタフツ大学で一緒に働くことになるハーヴァード大学の友人や同僚たちが書いているように、「その日を境に、タフツ大学は優れた学部教育過程と非常に優れた大学院を持ち、活気が感じられない矮小な大学ではなく、国際的な評判を持つ第一級の大学になりつつある」ことを実感したという。
マイヤーがタフツ大学で過ごした期間は、伝説になるほど有名なものとなった。慢性的な財政赤字に苛まれ、寄付金は無いも同然であったこの大学で、マイヤーは1億ドル、さらに続いて2億ドルの資金調達活動を開始した。終身在職権の付与に寛大であった教授陣を考慮する形で、マイヤーは昇進と終身在職権の基準として、授業内容と研究の双方で優れた業績を挙げるべきである、と主張し、タフツ大学在学中に大学で発生した終身在職権のすべての事例の書類に自ら目を通した。
マイヤーがタフツ大学に着任したのは、大学への志願者数が長期にわたって減少を続けており、入試において志願者を慎重に選ぶ余裕が無くなっていた時期であった（入学競争が激しい大学ではなかった）。マイヤーがタフツ大学の学長に就任したという知らせが広まるにつれ、同大学への応募者は増えていった。マイヤーがタフツ大学に着任して3年目、入学事務局が予測していた数よりも400人多い学生たちがタフツ大学の入学許可を受け、学生寮の部屋数が不足する事態となった。マイヤーは、マサチューセッツ州ケンブリッジの中心付近にある広場、ハーヴァード広場(Harvard Square)にあるホテルを4年間借り、接続バスを運行させ、学生と学生の親に対して「タフツ大学での教育とハーヴァード・スクウェアでの生活は、この上なく素晴らしいものです」と説明することで解決策を提示した。「タフツ大学への入学競争が激化するにつれ、学生の質も高まっていった。新入生のうち、上位10％に入る割合は、1976年の時点で38％だったのが、1992年には74％にまで上昇した」という。
2016年の時点では、タフツ大学に入学した新入生の91％が、高校での学級の上位10％を占めていた。2020年の時点で、タフツ大学は20223人の応募者のうち、14.3％にあたる2889人を受け入れた。
マイヤーは、最高水準の学部教育の維持を主張した一方で、タフツ大学を、とりわけ基礎科学分野における大学院教育過程や研究部門を備えた大規模な研究大学へと一変させた。学長に就任していたころのマイヤーは、サックラー生物医科学大学院(Sackler School of Graduate Biomedical Sciences)、タフツ環境管理本部(The Tufts Center for Environmental Management)、フリードマン栄養科学・政策学部(Friedman School of Nutrition Science and Policy)を創設するとともに、フランスのタロワール(Talloires)に、11世紀のベネディクト派の男子修道会の小修道院の建物を再利用する形でタフツ欧州研究本部(The Tufts European Studies Center)を設置し、タフツ大学の国際的な存在感を高めることに成功した。マイヤーはまた、マサチューセッツ州グラフトン(Grafton, Massachusetts)にある別のキャンパスにおける獣医学部の創設を監督し、フレッチャー法律外交大学院(Fletcher School of Law and Diplomacy)、タフツ医科大学(Tufts University School of Medicine)も設立し、大学の学部同士での連携も新たに構築した。
1993年にマイヤーが亡くなったとき、タフツ大学の教員であり、学長でもあるソル・ギトルマン(Sol Gittleman)は、マイヤーの学長時代は歴史的な変化の時代であった、と評価している。
マイヤーがタフツ大学に着任したころは、大学の不安定さが高まっていた時期であった。教授陣は1970年代に起こった出来事に動揺しており、我々は衰退し、脆弱で、事態を好転させる自信を失いかけていた。我々自身が積極的になるための資源も意志力も欠落したまま、ある種の野暮で時代遅れの凡庸さに陥っていくさまを見ていて、無力感を覚えていた。1973年の独習文書『A Changing University in a Changing Time』にある「次の5年は厳しいものとなり、その次の10年はさらに悪化するであろう」がすべてを物語っていた。タフツ大学にいた者たちの誰もが、この気持ちを同じくしていた。そこに現れたのが、ジョン・マイヤーであった・・・ジョン・マイヤーは、アメリカの大学の学長の中でも次第に希少になりつつある流儀を象徴する存在だ。彼こそは、本物の学術指導者であり、知力を要する仕事を終始一貫して担当する。彼はたった1つの大学の学長であり、彼のような人物は他にはいない。

## 死
1993年1月1日、フロリダ州サラソータで休暇を過ごしていたマイヤーは、心臓発作を起こして急死した。72歳であった。

## 参考
1. ↑  Gershoff, Stanley N. (2001-06-01). “Jean Mayer 1920-1993”. The Journal of Nutrition 131 (6):  1651–1654. doi:10.1093/jn/131.6.1651.
2. ↑  Mayer, Jean. "My Life as a Physiologist and Nutritionist". W.R. Klemm, ed. Discovery Processes in Modern Biology. Huntington, NY: Robert E. Krieger Publishing Co., 1977.
3. ↑  Mayer, Jean. "My Life as a Physiologist,"177.
4. ↑  Gershoff,"Jean Mayer 1920-1993," 1653
5. ↑  Mayer, "My Life as a Physiologist," 178.
6. ↑  Mayer, "My Life as a Physiologist,"184-188.
7. 1 2 3  Gershoff,"Jean Mayer 1920-1993," 1652
8. ↑  Kaplan, Amelia Gaia Holland, "A History of the Dudley Cooperative House, Harvard University, 1948-1997." Thesis: A.B., Honors in History and Literature, Harvard University, 1998. (Harvard University Archives).
9. ↑  “Symposium Series Wins University Award,”. Dudley Bulletin 6 (7):  1–2. (1977).
10. ↑  “Sexton Reading Packs Sanders Theater,”. Dudley Bulletin 6 (12):  1. (1977).
11. ↑  “SRO for 'The Iron Horse'”. Dudley Bulletin 4 (9):  1. (1975).
12. ↑  Gershoff,"Jean Mayer 1920-1993," 1654
13. ↑  Gittleman, Sol. An Entrepreneurial University: The Transformation of Tufts, 1976-2002. (Hanover, NH: University Press of New England, 2004).
14. ↑  Gittleman,77-78.
15. ↑  Tufts: The Total University in Changing Times, a Report to the President by the University Steering Committee, January, 1973.
16. ↑  “Class of 2016 superlatives” (2012年9月10日). 2012年9月12日閲覧。
17. ↑  Hecht, Amelie (2011年3月31日). “Class of 2015 acceptance rate lowest in university history”.   The Tufts Daily. 2011年3月31日閲覧。
18. ↑  Gittleman, Sol. An Entrepreneurial University: The Transformation of Tufts, 1976-2002. (Hanover, NH: University Press of New England, 2004), 107-142.
19. ↑  Gittleman,173-174.
20. ↑  McFadden, Robert D. (1993年1月2日). “Jean Mayer, 72, Nutritionist Who Led Tufts, Dies”. The New York Times 2019年1月8日閲覧。